# Хенлопен-Эйкрс
Хенлопен-Эйкрс (англ. Henlopen Acres) — город в округе Сассекс в штате Делавэр США. По данным переписи 2020 года, численность населения составляла 139 человек.

## Население
| 2010 | 2020 |
| ---- | ---- |
| 122  | ↗139 |